# Manicaria
Manicaria ist eine in Zentralamerika heimische Palmengattung. Sie ist dei einzige Gattung der Tribus Manicarieae. 

## Merkmale
Die Vertreter sind robuste, einzel- oder mehrstämmige, unbewehrte Palmen. Sie sind mehrmals blühend und monözisch. Der Stamm ist eher kurz, aufrecht bis niederliegend, und manchmal dichotom verzweigt. Er hat auffallende Ringe von den Blattnarben. An der Basis ist der Stamm vergrößert und trägt eine Vielzahl von Wurzeln. 
Die Chromosomenzahl ist unbekannt.

### Blätter
Die Blätter sind sehr groß und verbleiben nach dem Absterben länger an der Pflanze (Marzeszenz). Die Blätter sind gefiedert, oder ungeteilt, oder sie sind verschiedenartig zerteilt bis zur Rhachis oder nur teilweise. Die Blattscheide reißt gegenüber dem Blattstiel auf, sie wird schmal und ist distal tief gefurcht. Die Ränder sind mit zahlreichen Fasern besetzt. Der Blattstiel ist lang, an der Oberseite tief gefurcht, an der Unterseite gekielt. Der Stiel ist an der Unterseite mit kleinen, rauen Schuppen besetzt. Wenn die Blattspreite zerteilt ist, so sind die Segmente einfach gefaltet, schmal, lange und mit kurz zweiteiliger Spitze. Die Mittelrippen stehen an der Unterseite deutlich hervor, ebenso die Intercostalrippen. 

### Blütenstände
Die Blütenstände einzeln, zwischen den Blättern (interfoliar) und sind proterandrisch. Sie sind ein- bis vierfach verzweigt. Der Blütenstandsstiel ist kurz, im Querschnitt rund, eher schlank und mit einer dichten roten Behaarung versehen. Das Vorblatt ist lange, röhrig, an der Basis leicht zwiebelartig verdickt und verschmälert sich zu einer festen Spitze. Es hüllt den Blütenstand ganz ein, ist biegsam, netzartig und besteht aus dünnen, miteinander vernetzten Fasern. Das Hochblatt am Blütenstandsstiel ähnelt dem Vorblatt, setzt aber etwa in der Mitte des Blütenstandsstiel an. Über diesem ersten stehen noch einige lange, faserige, unvollständige Vorblätter. Die Blütenstandsachse ist länger als der Stiel. An ihr stehen in spiraliger Anordnung eher lange, schmale, spitze Tragblätter, in deren Achsel je eine blütentragende Achse (Rachilla) steht. Die Rachillae sind kurz bis mäßig lang, stehen eher gedrängt, und sind kahl oder mit hinfälliger, dunkelroter Behaarung besetzt. Die Tragblätter an den Rachillae sind steif, spitz und tragen basal einige wenige (ein bis drei) Triaden.

### Blüten
Die männlichen Blüten sind leicht asymmetrisch und in der Knospe verkehrt eiförmig. Die drei Kelchblätter sind breit rundlich, an der Basis auf rund einem Drittel der Länge verwachsen, und im freien Bereich imbricat. Die Basis ist dick, die Ränder dünn. Die drei Kronblätter sind mehr als doppelt so lang wie die Kelchblätter und sind mit dem Receptaculum zu einer festen Basis verbunden. Basal sind sie mit den Filamenten verwachsen. Die Zipfel sind frei, dick, valvat, und an der Oberseite gefurcht. Es gibt 30 bis 35 Staubblätter. Die Filamente sind im Querschnitt kreisrund, sie sind mäßig lang, in der Knospe verschiedentlich eingerollt. Die Antheren sind länglich, dorsifix über der Basis, öffnen sich intrors. Die Konnektive sind tanninhaltig. Ein Stempelrudiment fehlt. Der Pollen ist ellipsoidisch oder dreieckig, mit leichter bis deutlicher Asymmetrie. Die Keimöffnung ist ein distaler Sulcus oder ein Trichotomosulcus. Die längste Achse misst 32 bis 40 µm.
Die weiblichen Blüten sind kurz eiförmig in der Knospe. Die drei Kelchblätter sind frei, imbricat, mit spatelförmiger Spitze. Die drei Kronblätter sind ungleich, dick und valvat. Es gibt rund 15 gerade, flache, dünne Staminodien. Das Gynoeceum ist im Querschnitt dreieckig, verkehrt eiförmig, truncat, mit drei Fächern mit je einer Samenanlage. Auf ihm sitzen drei zentrale, gerade, verwachsene Griffel, die in drei geraden Narben enden. Die Samenanlagen sind seitlich angewachsen und anatrop. 

### Früchte und Samen

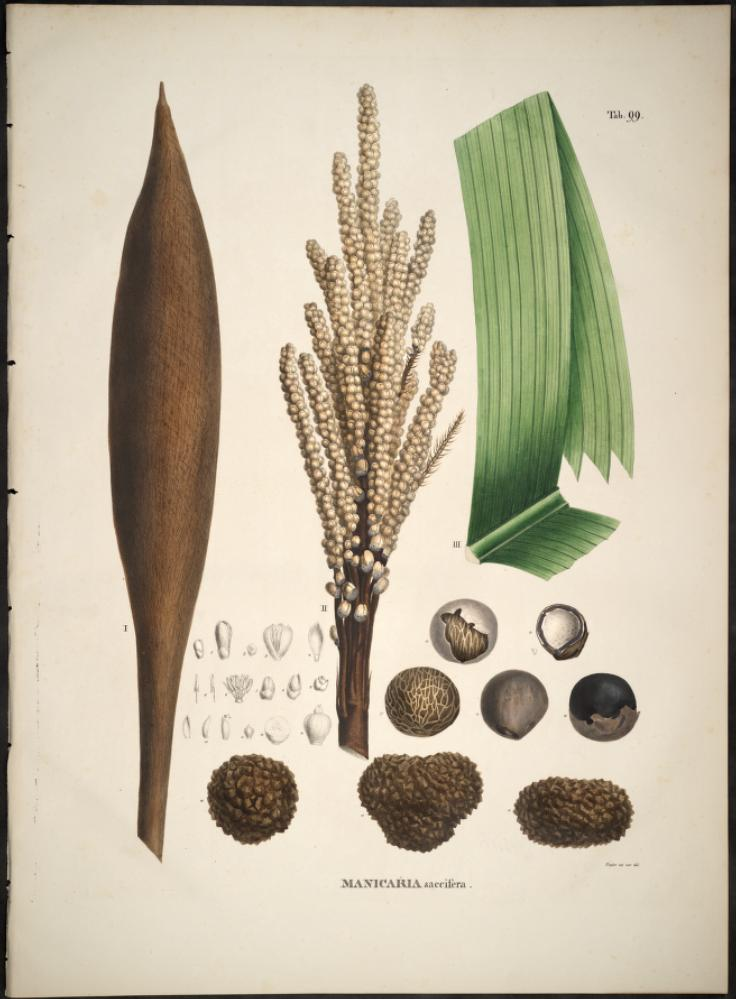
Details von Manicaria saccifera aus Martius’ Werk Historia naturalis palmarum

Die Früchte sind groß, rundlich mit ein bis drei Lappen und ein bis drei Samen. Die Narbenreste stehen subbasal. Das Exokarp ist zur Reife obsoleszent, das äußere Mesokarp ist holzig und mit warzenförmigen Auswüchsen bedeckt, das innere Mesokarp ist schwammig, tanninhaltig. Das Endokarp ist dünn und glatt. Der Samen ist rundlich, sitzt basal. Die Raphenäste sind eingesunken, verlaufen parallel, sind kaum verzweigt. Das Endosperm ist homogen und hohl. Der Embryo sitzt basal.

## Verbreitung und Standorte
Manicaria kommt in Zentralamerika und Südamerika vor. Das Areal umfasst zum einen das südliche Zentralamerika und die Pazifikküste des angrenzenden nördlichen Südamerika, zum anderen das Gebiet des Orinoco-Deltas, die Guyanas und das Amazonas-Becken. Sie wächst in Süßwasser-Sümpfen meist nahe der Küste. Manchmal bildet sie große, dichte Bestände.

## Systematik
Die Gattung Manicaria Gaertn. wird innerhalb der Familie Arecaceae in die Unterfamilie Arecoideae gestellt und bildet alleine die Tribus Manicarieae. Die Tribus ist innerhalb der Unterfamilie Teil der „Kern-Arecoideen“ (core arecoids). Die genaue systematische Stellung der Tribus innerhalb dieser Kern-Arecoideen ist unsicher. 
In der World Checklist of Selected Plant Families der Royal Botanic Gardens, Kew, werden folgende Arten anerkannt:
- Manicaria martiana Burret: Die Heimat ist das südöstliche Kolumbien und das nördliche Brasilien.
- Manicaria saccifera Gaertn.: Das Verbreitungsgebiet umfasst das tropische Mittel- und Südamerika.

Die Gattung Manicaria wurde von dem deutschen Botaniker Joseph Gärtner 1791 in De Fructibus et Seminibus Plantarum Band 2, Seite 468 Tafel 176 aufgestellt mit der einzigen Art Manicaria saccifera, die damals von den Küsten des nördlichen Südamerika bekannt war. Carl Friedrich Philipp von Martius und Alfred Russel Wallace fanden die Art später auch im Amazonas-Delta. August Grisebach beschrieb 1864 eine zweite Art, Manicaria pluckenetii aus Trinidad, diese wurde aber seit der Arbeit von Oscar Drude 1881 als Varietät von Manicaria saccifera betrachtet.
Im Inneren Amazoniens wird die Gattung erstmals von James William Helenus Trail 1876 beschrieben, der die Pflanzen auf Sandböden am Rio Negro nahe Manaus als Manicaria saccifera var. mediterranea beschrieb. 1928 hat dann Max Burret Manicaria martiana ebenfalls von Manaus beschrieben. Er betrachtete die von Trail beschriebene Varietät als Synonym zu seiner Art. 1930 beschrieb Burret Manicaria atricha vom Río Vaupés an der brasilianisch-kolumbianischen Grenze. Seitdem gab es keine Gattungsrevision. Moderne Arbeiten zur Gattung finden sich von Wessels Boer 1988, Henderson 1995 und Henderson et al. 1995. Jan Gerard Wessels Boer anerkannte alle drei Arten, ließ aber auch die Möglichkeit offen, dass es sich nur um eine Art, Manicaria saccifera handeln könnte. Henderson und Henderson et al. anerkannten nur Manicaria saccifera. Letzterer Meinung folgten spätere Autoren, darunter auch Rafaël Govaerts und John Dransfield 2005 sowie die Autoren von Genera Palmarum 2008. Feldforschung im Bereich des Río Vaupés zusammen mit Herbarstudien ließ Rodrigo Bernal und Gloria A. Galeano 2010 jedoch Manicaria martiana wieder zur eigenständigen Art erheben.
Ihnen folgten die Bearbeiter der Datenbank World Checklist of Selected Plant Families der Royal Botanic Gardens, Kew.

## Nutzung
Verschiedene Indianervölker bereiten aus der Milch unreifer Früchte Medizin gegen Husten zu. Diese Flüssigkeit wird, zum Teil in Kombination mit verschiedenen anderen Pflanzen, auch zur Behandlung von Fieber und Durchfall bei Kleinkindern eingesetzt.
Jeder Baum liefert pro Jahr rund 7 kg Früchte. Diese enthalten etwa 57 % Öl ähnlich dem Kokosnussöl.
Die Vorblätter der Blütenstände (Spatha) werden zu Hüten und Rucksäcken verarbeitet, die Blattstiele finden als Anzündholz Verwendung. Die Blätter dienen zum Dachdecken.

## Belege
- John Dransfield, Natalie W. Uhl, Conny B. Asmussen, William J. Baker, Madeline M. Harley, Carl E. Lewis: Genera Palmarum. The Evolution and Classification of Palms. Zweite Auflage, Royal Botanic Gardens, Kew 2008, ISBN 978-1-84246-182-2, S. 454–457.